# Брянский, Александр Николаевич
Александр Николаевич Брянский (1889, Дятьково, Орловская губерния — 7 ноября 1941, Чёрное море) — советский театральный актёр и режиссёр. Заслуженный артист Крымской АССР.

## Биография
Родился в 1899 году в Дятьково Орловской губернии.
В 1912 году начал театральную деятельность, организовав драмкружок на Путиловском заводе в Санкт-Петербурге. В 1914 году стал главным режиссёром Товарищества молодых актёров. Окончил школу сценического мастерства в Санкт-Петербурге.
Работал в театрах Харькова, Орла, Брянска, Смоленском театре драмы (1926) и Калужском театре (1928—1929). В Брянске являлся организатором профессионального театра, где сыграл более 500 ролей и участвовал в постановке спектаклей.
В начале 1930-х годов стал актёром Севастопольского драматического театра, куда его пригласил директор Е. Г. Романенко. Исполнял роли: Ларцева («Очная ставка» Льва Шейнина), Нила («Мещане» Максима Горького), Чацкого («Горе от ума» Александра Грибоедова), Гамлета (по трагедии Уильяма Шекспира), Генри Хиггинса («Пигмалион» Бернарда Шоу), Дзержинского («Чекисты» Михаила Козакова), Каренина («Анна Каренина» по Льву Толстому), Нахимова («Защитники Севастополя» И. Луковского). С началом Великой Отечественной войны оставался в Севастополе.
Погиб 7 ноября 1941 года во время потопления теплохода «Армения» в Чёрном море недалеко от Ялты.

## Личная жизнь
Супруга — актриса Севастопольского драматического театра Валентина Ивановна Зарницкая.
Сын — Игорь (род. 1923). Учился в школе № 3 на улице Советской, окончил 10 классов.